# علي صبري (وزير)
اللواء/ علي إبراهيم صبري كلّفه عصام شرف لتولي منصب وزير الإنتاج الحربي، خلفا لسيد مشعل. واستمر في منصبه بوزارة كمال الجنزوري.